# Max Santner
Max Santner (* 1991 in Salzburg) ist ein österreichischer Jazzmusiker (Schlagzeug, Komposition).

## Wirken
Santner lebt und arbeitet seit 2010 in Berlin, wo er am Jazz-Institut Berlin bei John Hollenbeck, Kurt Rosenwinkel und Greg Cohen studierte. 2014 schloss er sein Schlagzeug- und Kompositionsstudium mit dem Bachelorgrad ab.
Seit 2010 gehörte Santner mit seinem Bruder Paul Santner am Bass zum Quartett von Philipp Harnisch, mit dem er drei Alben veröffentlichte. Neben dem eigenen Quintett arbeitete er im Ensemble Lederkoralle, bei Spool, im Windisch Quartett und im Trio mit Tobias Christl. Aktuelle Projekte und Kollaborationen sind sein Trio HUM, Sinularia, Holler My Dear, Tether und das Magnetic Ghost Orchestra. Seit 2019 arbeitete er mit Luise Volkmann in ihrer Großformation Été Large und ihrem Trio Autochrom. Seine Konzerttätigkeit führte ihn durch Europa; er gastierte auf Festivals wie dem JazzFest Berlin, Xjazz, Überjazz Festival, What Is Music Festival Burgos oder dem Vilnius Mama Jazz Festival. Er ist Gründungsmitglied des KIM Collective, das jährlich ein Festival für improvisierte Musik und Konzerte in Berlin organisiert.
2008 wurde Santner mit dem österreichischen Joe Zawinul Preis ausgezeichnet; 2016 erhielt er das Startstipendium des Österreichischen Bundeskanzleramts. 2018 gewann er mit seinem Trio HUM den BeJazz Transnational Preis.

## Diskographische Hinweise
- Philipp Harnisch Quartet: Black Field (Listen Closely 2014, mit Elias Stemeseder, Paul Santner)
- Hayden Prosser: Tether (Whirlwind Recordings 2017, mit Philipp Gropper, Elias Stemeseder)
- HUM: Live at Be Jazz Bern (TVL REC 2019, mit Silvan Schmid, Jędrzej Łagodziński, Nataniel Edelman)
- Luise Volkmann Autochrom: RGB (Nwog Records 2019, mit Athina Kontou)
- Luise Volkmann Été Large: When the Birds Upraise Their Choir (Nwog Records 2020, mit Timothée Quost, Janning Trumann, Vincent Bababoutilabo, Jędrzej Łagodziński, Paul Jarret, Yannick Lestra, Lola Malique, Athina Kontou, Casey Moir, Laurin Oppermann)